# Colette Pétonnet
Colette Pétonnet, née le 16 juin 1929 à Poitiers et morte le 5 novembre 2012 à Paris 12e, est une chercheuse française, pionnière de l’anthropologie urbaine française. 

## Formation et parcours universitaire
Elle a raconté sa formation et le rôle de son expérience au Maroc et en banlieue parisienne en 2012 dans un texte intitulé « Itinéraire d’une anthropologue en milieu prolétarien ».  
Après s’être essayée à plusieurs formations universitaires sans succès, elle part en 1953 au Maroc où elle dirige un « centre d’éducation de base » dans le quartier Sidi Othman, bidonville de Casablanca qui compte 75 000 habitants à l’époque. 
Après l’indépendance du Maroc, elle rentre en France où elle travaille dans un service du ministère de la justice. Après un passage par la prison pour mineurs, elle est affectée en banlieue parisienne où elle suit les jeunes à domicile dans leur famille. 
Elle s’inscrit ensuite à l’Institut d’ethnographie où elle suit les cours d’André Leroi-Gourhan et Roger Bastide. En 1964 elle commence une thèse sur une cité de transit de la banlieue parisienne qui donnera lieu à l’ouvrage Ces gens-là, publié en 1968. Puis elle poursuit son travail en banlieue parisienne en faisant l’ethnographie de bidonvilles de la banlieue parisienne, construits et habités par des immigrés portugais et espagnols, puis des cités où ces derniers sont relogés après la démolition des bidonvilles. 
Dans ses ouvrages, elle suit une démarche ethnologique : elle habite par exemple dans la Cité de la Halle à laquelle elle consacre Ces gens-là et utilise l’observation participante et les entretiens répétés et informels avec les résidents de la cité comme sources principales de son étude. 
Elle quitte ensuite les milieux prolétariens pour élargir sa réflexion à la ville et au phénomène urbain en général comme en témoignent les nombreux articles qu’elle a publiés, dont certains sont regroupés dans Variations sur la ville, publié en 2018. Elle y explore de nouveaux thèmes comme l’anonymat urbain et revient sur ses méthodes d’enquête, dont l’observation flottante.

## Influence et postérité
Son approche monographique et minutieuse des conditions de vie n’a pas toujours été comprise. La publication de Ces gens-là en 1968 qui relate l’étude d’une cité de transit de la banlieue parisienne comme celle de On est tous dans le brouillard en 1979, consacré aux habitants d’un bidonville, a été largement ignorée de ses collègues chercheurs. À la fin des années 1960, l’anthropologie est marquée par la figure de Levi-Strauss et son champ est majoritairement limité à la « société rurale traditionnelle » et aux terrains lointains, comme Colette Pétonnet l’explique dans son article consacré à l'ethnologie urbaine en France. Les travaux de Colette Pétonnet, au contraire incarnent la tentative d’une ethnologie urbaine et de la société française contemporaine. Avec d’autres, elle ouvre la voix au développement de l’anthropologie urbaine en France, nom donné à l’équipe au laboratoire du CNRS qu’elle crée avec Jacques Gutwirth en 1985. 
Ces gens-là comme On est tous dans le brouillard sont par contre des succès de librairie et ont fait l’objet de débats et de critiques dans la presse car ils s’opposaient à la vision alors dominante de l’urbanisme et interrogeaient notamment la volonté d’éradiquer tous les bidonvilles en montrant qu’ils « peuvent être des lieux de vie dignes, dont la disparition et le remplacement par un habitat normalisé, constituent pour leurs résidents une violence et une aliénation ». 
Ces gens-là est traduit dès 1973 en anglais, et publié aux États-Unis avec une préface du doyen de l’école de sociologie urbaine de Chicago, William F. Whyte qui fait un accueil chaleureux à cet ouvrage : « With this background of psychology and social anthropology and experience in working on the problems of youth, Mlle. Pétonnet was able to immerse herself in the lives of the people of the public-housing project. She speaks with the authority of a participant observer, presenting us with a remarkably com- prehensive picture of economic resources, family life, boys' gangs, the use of space and time, and values and beliefs of the project residents ».